# 蒙图瓦松
蒙图瓦松（法語：Montoison，法語發音：[mɔ̃twazɔ̃]）是法国德龙省的一个市镇，位于该省中部偏西，属于迪镇区。

## 地理
蒙图瓦松（44°47'52"N, 4°56'25"E）面积16.11 平方千米，位于法国奥弗涅-罗讷-阿尔卑斯大区德龙省，该省份为法国东南部内陆省份，北起顺时针与伊泽尔省、上阿尔卑斯省、上普罗旺斯阿尔卑斯省、沃克吕兹省和阿尔代什省接壤。
与蒙图瓦松接壤的市镇（或旧市镇、城区）包括：阿莱克斯、昂博尼勒、罗讷河畔埃图瓦勒、蒙梅朗、于皮。

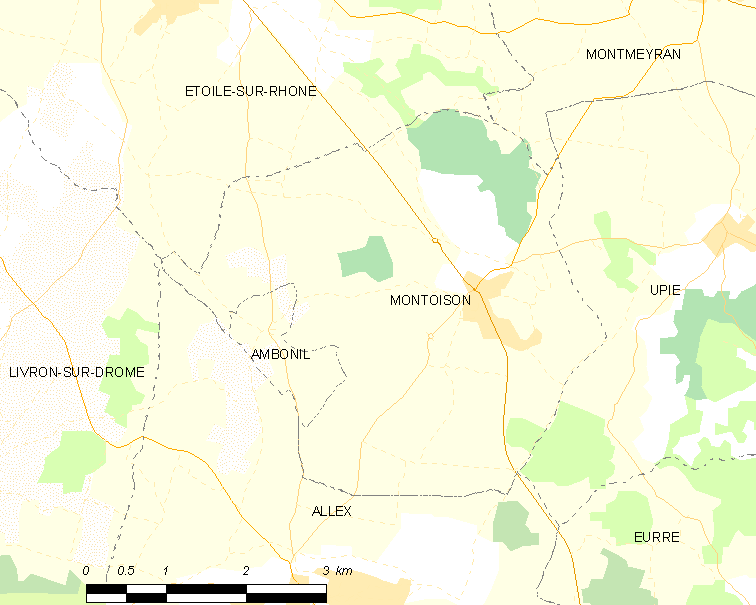
蒙图瓦松的OSM定位图

蒙图瓦松的时区为UTC+01:00、UTC+02:00（夏令时）。

## 行政
蒙图瓦松的邮政编码为26800，INSEE市镇编码为26208。

## 政治
蒙图瓦松所属的省级选区为德龙河畔洛里奥勒县。

## 人口

1962-2008年间蒙图瓦松人口变化图示

蒙图瓦松于2022年1月1日时的人口数量为1935人。